# Uintacrinus
Uintacrinus és un gènere extint de crinoïdeu que va viure en el període Cretaci superior, fa 75 milions d'anys, en el que avui és l'est dels Estats Units. Era semblant a gèneres de l'Ordovicià i Silurià; vivia en grans grups al voltant dels esculls cretàcics; tenia aspecte d'orquídia, amb 5 parells de braços amb filaments; quan reposava semblava una copa. Va viure en esculls de corall característics del Cretaci, juntament amb espècies d'esponges i coralls, a més d'algues, anemones i altres crinoïdeus; hi havia gran varietat de rèptils i aus marines, així com ammonits i belemnits.